# Скопско благотворително братство
Скопското благотворително братство е патриотична и благотворителна обществена организация на македонски българи от региона на Скопие, съществувала в българската столица София от началото на XX век.

## История
Дружеството е основано през 1907 година от 30 души делегати. За председател е избран Драган Клисаров, касиер е Тома Цветков, а деловодител – Трайко Мухтаров. Съветници са Георги Карайовов и Иван Бойкикев. Уставът е препотвърден на 18 март 1925 година, а за патронен празник е избран 15 август – Успение Богородично.
През Балканските войни доброволци от братството се включват във Втора скопска дружина на Македоно-одринското опълчение.
На Учредителния събор на македонските бежански братства от 28 ноември 1918 година до 1 януари 1919 година делегати от Скопското братство са Константин Машаров и Андрей Кожухаров. Делегати от Битолското братство на обединителния конгрес на СМЕО и МФРО от януари 1923 година са Костадин Машаров и други.
На 1 февруари 1925 година на общо заседание на братството са избрани Стефан Траянов (председател), Спиро Гайдарджиев (подпредседател), Лефтер Попиванов (секретар), Иван Чолаков (касиер), член съветници са Панчо Кочорапов, Благой Ан. Гелев и Михаил Георгиев. В контролната комисия влизат Лазар Томов, Миле Дараданов и К. Машаров. За делегати на предстоящия Трети конгрес на Съюза на македонските емигрантски организации са избрани Стефан Траянов, Ан. Кожухаров и Спиро Гайдарджиев. На 7 март 1926 година е избрано ново настоятелство в състав Стефан Траянов (председател), Спиро Гайдарджиев (подпредседател), Михаил Георгиев (касиер), Димитър Атков (секретар) и членове съветници Панчо Кочарапов, Лефтер Попиванов и Благой Гелев. В контролната комисия влизат Костадин Машаров, Ангел Георгиев и Миле Дараданов.
На 26 февруари 1933 година в София се провежда заседание на бежанци от Скопско, които основават Скопското благотворително братство „Милосърдие“. В настоятелството му влизат Андрей Кожухаров (председател), Христо Филипов Велков (подпредседател), Младен Герасимов Яковчев (секретар) и членове са Ангел Даскалов, Стефан Николов Стоянов и Мицко Георгиев Тотев. През 1936 година в управителното тяло са Димитър Янчев Шалев, Славе Панайотов Даскалов, Спиро Георгиев Гайдарджиев, Стефан Х. Николов, Светозар Х. Иванов, Крум Данев Белчев, Ангел Георгиев, Андрей Н. Кожухаров, Младен Георгиев, Панчо Тр. Кочоранов. През 1938 година в настоятелството са избрани Андрей Николов Кожухаров (председател), Христо Якимов Велков (подпредседател), Младен Хаджигерасимов Яковчев (секретар), Крум Данов Белчев (касиер), членове са Стефан Хаджиниколов Стоянов, Ангел Даскалов и Мицко Георгиев Тошев. В проверителния съвет влизат Тома Карайовов (председател), Тома Зафиров Машаров и Тодор Димов Шутев са членове.
През 1941 година председател на братството е свещеник Ангел Даскалов, а подпредседател – Андрей Кожухаров.